# All-Star Game de la NBA 1994
El 44.º All-Star Game de la NBA de la historia se disputó el día 13 de febrero de 1994 en el Target Center de Minneapolis, Minnesota, ante 17.096 espectadores. El equipo de la Conferencia Este estuvo dirigido por Lenny Wilkens, entrenador de Atlanta Hawks y el de la Conferencia Oeste por George Karl, de Seattle Supersonics. La victoria correspondió al equipo del Este por 127-118. Fue elegido MVP del All-Star Game de la NBA el alero de Chicago Bulls Scottie Pippen, que consiguió 29 puntos, 11 rebotes, 4 robos de balón  y 2 asistencias. Anotó además 5 de 9 triples, quedándose a 1 del record en un All-Star establecido por Mark Price en 1993. Price y Pat Ewing añadieron 20 puntos cada uno por el Este, mientras que por el Oeste destacaron Hakeem Olajuwon y David Robinson, que consiguieron 19 puntos cada uno.
Se disputaron también el sábado anterior el Concurso de triples y el de mates. En el primero resultó ganador por segundo año consecutivo el base de los Cavs Mark Price, que arrasó en la final a Dana Barros por un holgado 24-13. En el concurso de mates, el ganador fue Isaiah Rider, de Minnesota Timberwolves, que derrotó en una final a tres ante su público a Robert Pack y a Shawn Kemp.

## Estadísticas

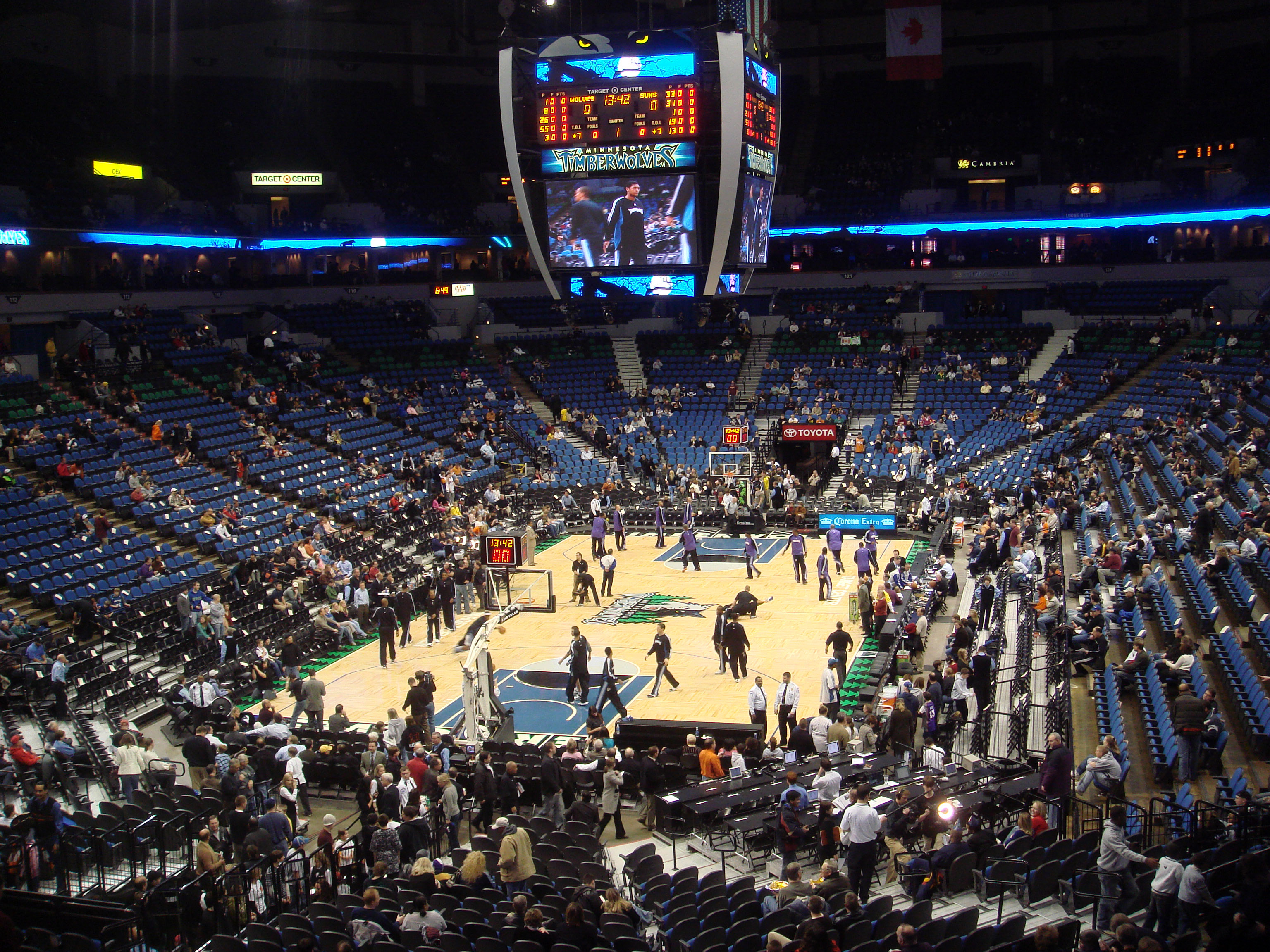
Interior del Target Center, sede del All-Star de 1994.

### Conferencia Oeste
| CONFERENCIA OESTE |               |                                        |                                        |                                        |                                        |                                        |                                        |                                        |                                        |
| Jugador           | Equipo        | MIN                                    | TCA                                    | TCI                                    | TLA                                    | TLI                                    | REB                                    | AST                                    | PTS                                    |
| Karl Malone       | Utah          | 21                                     | 3                                      | 9                                      | 0                                      | 0                                      | 7                                      | 2                                      | 6                                      |
| Shawn Kemp        | Seattle       | 22                                     | 3                                      | 11                                     | 0                                      | 0                                      | 12                                     | 4                                      | 6                                      |
| Hakeem Olajuwon   | Houston       | 30                                     | 8                                      | 15                                     | 3                                      | 6                                      | 11                                     | 2                                      | 19                                     |
| Mitch Richmond    | Sacramento    | 24                                     | 5                                      | 16                                     | 0                                      | 0                                      | 2                                      | 3                                      | 10                                     |
| Clyde Drexler     | Portland      | 15                                     | 3                                      | 7                                      | 0                                      | 0                                      | 3                                      | 1                                      | 6                                      |
| John Stockton     | Utah          | 26                                     | 6                                      | 10                                     | 0                                      | 0                                      | 5                                      | 10                                     | 13                                     |
| David Robinson    | San Antonio   | 21                                     | 6                                      | 13                                     | 7                                      | 10                                     | 5                                      | 0                                      | 19                                     |
| Kevin Johnson     | Phoenix       | 14                                     | 3                                      | 6                                      | 0                                      | 1                                      | 1                                      | 2                                      | 6                                      |
| Clifford Robinson | Portland      | 18                                     | 5                                      | 8                                      | 0                                      | 0                                      | 2                                      | 5                                      | 10                                     |
| Danny Manning     | L.A. Clippers | 17                                     | 4                                      | 7                                      | 0                                      | 0                                      | 4                                      | 2                                      | 8                                      |
| Gary Payton       | Seattle       | 17                                     | 3                                      | 4                                      | 0                                      | 0                                      | 6                                      | 9                                      | 6                                      |
| Latrell Sprewell  | Golden State  | 15                                     | 3                                      | 8                                      | 3                                      | 7                                      | 7                                      | 1                                      | 9                                      |
| Charles Barkley   | Phoenix       | Seleccionado, pero no jugó por lesión. | Seleccionado, pero no jugó por lesión. | Seleccionado, pero no jugó por lesión. | Seleccionado, pero no jugó por lesión. | Seleccionado, pero no jugó por lesión. | Seleccionado, pero no jugó por lesión. | Seleccionado, pero no jugó por lesión. | Seleccionado, pero no jugó por lesión. |
| Totales           |               | 240                                    | 52                                     | 114                                    | 13                                     | 24                                     | 65                                     | 41                                     | 118                                    |

MIN: Minutos. TCA: Tiros de campo anotados. TCI: Tiros de campo intentados. TLA: Tiros libres anotados. TLI: Tiros libres intentados. REB: Rebotes. AST: Asistencias. PTS: Puntos

### Conferencia Este
| CONFERENCIA ESTE  |            |                                        |                                        |                                        |                                        |                                        |                                        |                                        |                                        |
| Jugador           | Equipo     | MIN                                    | TCA                                    | TCI                                    | TLA                                    | TLI                                    | REB                                    | AST                                    | PTS                                    |
| Scottie Pippen    | Chicago    | 31                                     | 9                                      | 15                                     | 6                                      | 10                                     | 11                                     | 2                                      | 29                                     |
| Derrick Coleman   | New Jersey | 18                                     | 1                                      | 6                                      | 0                                      | 0                                      | 3                                      | 1                                      | 2                                      |
| Shaquille O'Neal  | Orlando    | 26                                     | 2                                      | 12                                     | 4                                      | 11                                     | 10                                     | 0                                      | 8                                      |
| Kenny Anderson    | New Jersey | 16                                     | 3                                      | 10                                     | 0                                      | 0                                      | 4                                      | 3                                      | 6                                      |
| B.J. Armstrong    | Chicago    | 22                                     | 5                                      | 9                                      | 0                                      | 0                                      | 1                                      | 4                                      | 11                                     |
| John Starks       | New York   | 20                                     | 4                                      | 9                                      | 0                                      | 0                                      | 3                                      | 3                                      | 9                                      |
| Mark Price        | Cleveland  | 22                                     | 8                                      | 10                                     | 2                                      | 2                                      | 2                                      | 5                                      | 20                                     |
| Patrick Ewing     | New York   | 24                                     | 7                                      | 15                                     | 6                                      | 7                                      | 8                                      | 1                                      | 20                                     |
| Charles Oakley    | New York   | 11                                     | 1                                      | 3                                      | 0                                      | 0                                      | 3                                      | 3                                      | 2                                      |
| Dominique Wilkins | Atlanta    | 17                                     | 4                                      | 9                                      | 3                                      | 6                                      | 2                                      | 4                                      | 11                                     |
| Mookie Blaylock   | Atlanta    | 16                                     | 2                                      | 5                                      | 0                                      | 0                                      | 1                                      | 2                                      | 5                                      |
| Horace Grant      | Chicago    | 17                                     | 2                                      | 8                                      | 0                                      | 0                                      | 8                                      | 2                                      | 4                                      |
| Alonzo Mourning   | Charlotte  | Seleccionado, pero no jugó por lesión. | Seleccionado, pero no jugó por lesión. | Seleccionado, pero no jugó por lesión. | Seleccionado, pero no jugó por lesión. | Seleccionado, pero no jugó por lesión. | Seleccionado, pero no jugó por lesión. | Seleccionado, pero no jugó por lesión. | Seleccionado, pero no jugó por lesión. |
| Totales           |            | 240                                    | 48                                     | 111                                    | 21                                     | 36                                     | 56                                     | 30                                     | 127                                    |

MIN: Minutos. TCA: Tiros de campo anotados. TCI: Tiros de campo intentados. TLA: Tiros libres anotados. TLI: Tiros libres intentados. REB: Rebotes. AST: Asistencias. PTS: Puntos

## Sábado

### Concurso de Triples
- Dale Ellis (San Antonio Spurs)
- Steve Kerr (Chicago Bulls)
- Mark Price (Cleveland Cavaliers)
- Dana Barros (Seattle Supersonics)
- Eric Murdock (Milwaukee Bucks)
- Dell Curry (Charlotte Hornets
- B.J. Armstrong (Chicago Bulls)
- Mitch Richmond (Sacramento Kings)
  - VENCEDOR: Mark Price

### Concurso de Mates
| Jugador                   | 1ª ronda | Finales    |
| ------------------------- | -------- | ---------- |
| Isaiah Rider (Minnesota)  | 46.8     | 49.0, 47.0 |
| Robert Pack (Denver)      | 42.0     | 43.8, 25.0 |
| Shawn Kemp (Seattle)      | 46.6     | 25.0, 25.0 |
| Allan Houston (Detroit)   | 41.5     |            |
| Antonio Davis (Indiana)   | 40.0     |            |
| James Robinson (Portland) | 39.0     |            |